# Playa de maniobras

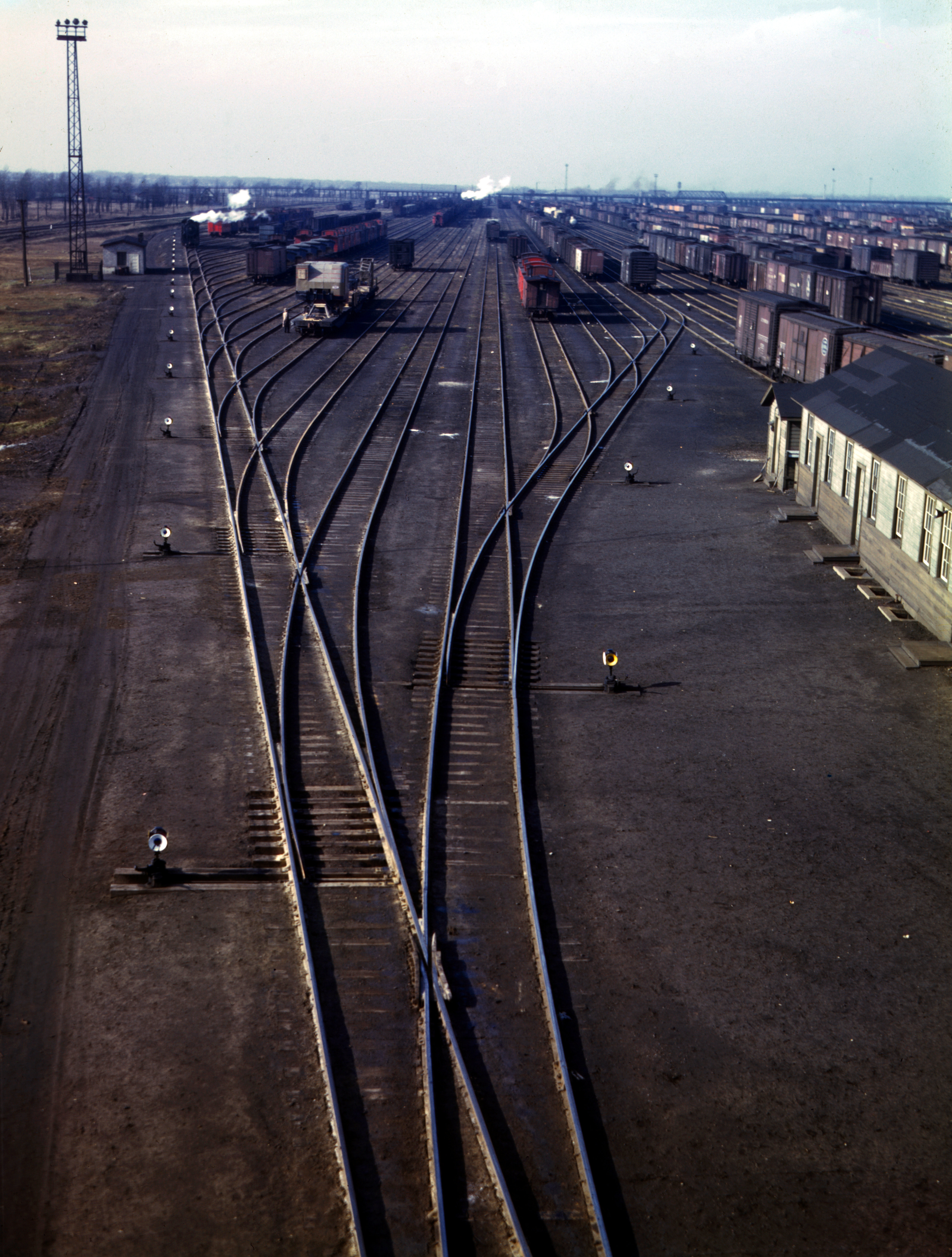
Playa de maniobras de trenes de mercancías del Chicago and North Western Railway en 1942

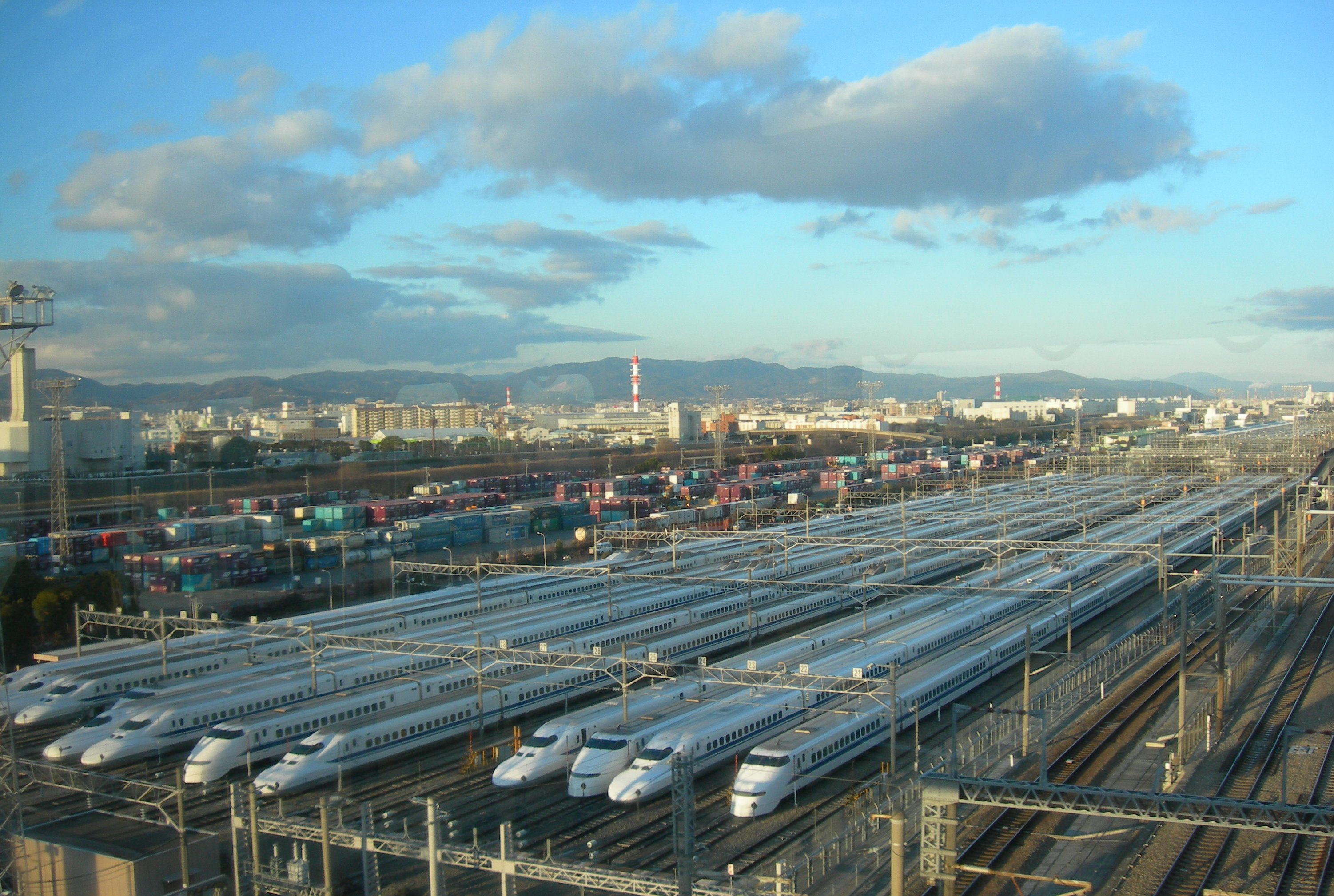
Playa de maniobras de los trenes de alta velocidad japonesa Shinkansen

Una playa de maniobras o patio de maniobras es una estación ferroviaria especial para la ordenación (descomposición y composición) de los trenes de cargas compuestos por vagones aislados, al contrario que los vagones en bloque. Se encuentran estas estaciones en los grandes nudos ferroviarios y las grandes ciudades industriales o ciudades con grandes puertos.

## Disposición usual
Esta estación generalmente está formada por los haces de vías y partes en fila siguientes que son recorridas por los vagones maniobrados en sucesión para la explotación de clasificación:
- Haz de llegada
- Lomo de asno (o albardilla, en México joroba): una o dos vías sobre una colina artificial donde los vagones clasificados son lanzados por su propia gravedad y finalmente con regulación de la velocidad por medio de frenos de vías al pie del lomo de asno.
- Haz de clasificación o de maniobras (el mayor haz de vías de la estación con un promedio 20 a 40 (en Europa a menudo 32) vías, para la ordenación de los vagones según sus estaciones de destino).
- Finalmente un haz de ordenación secundario.
- Haz de salida.

La gran mayoría de los patios de maniobras son del tipo de tránsito con una o, en algunas muy grandes clasificaciones, también dos sistemas de clasificación (una para cada dirección principal de la estación), pero existen asimismo algunos del tipo de terminal, especialmente en Italia.

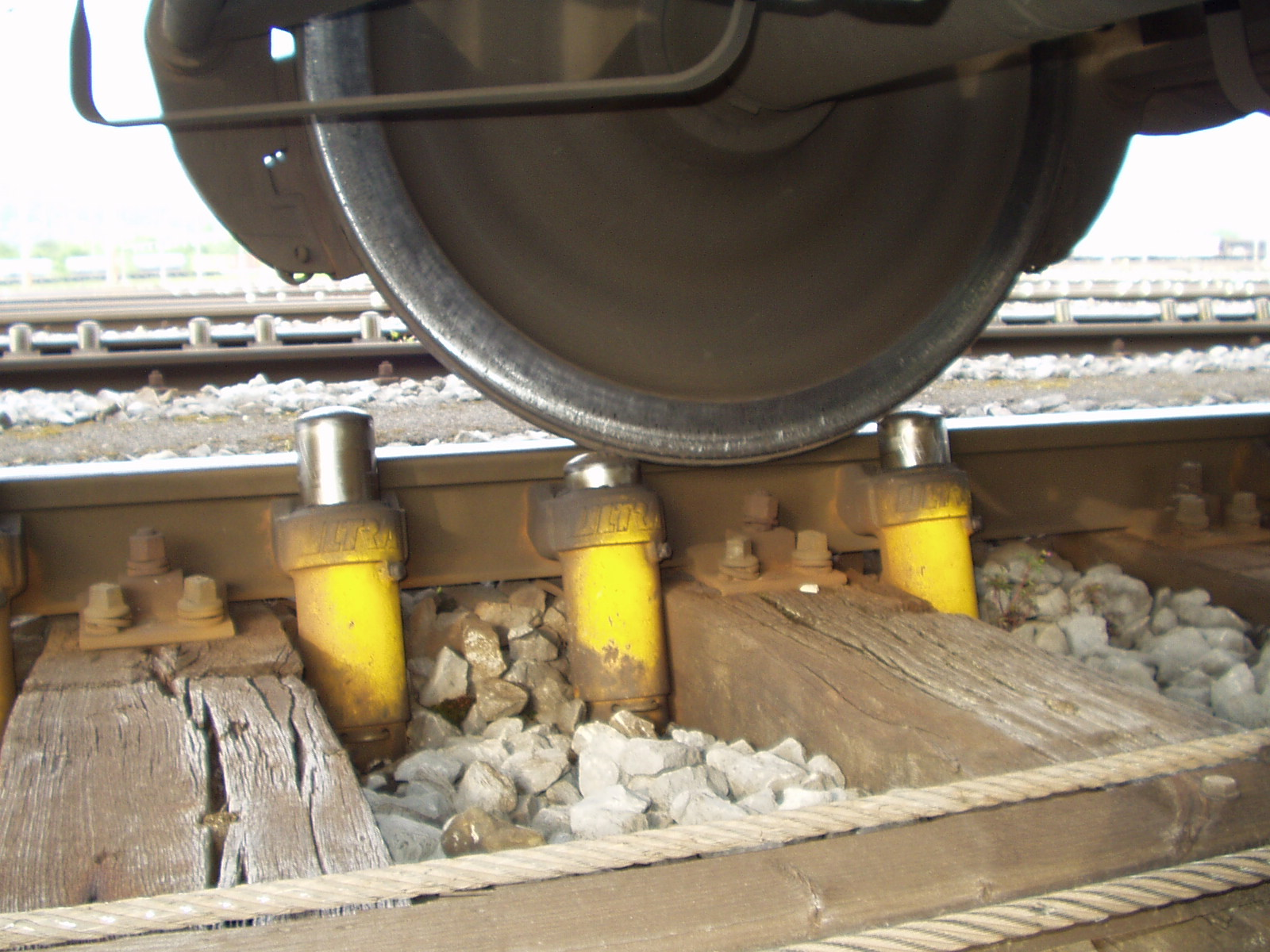
Amortiguadores para frenado de vagones en una estación de clasificación

## Patios de maniobras actuales
Actualmente los mayores patios de maniobras en el mundo de habla hispana son Terminal Valle de México (en el norte de la Ciudad de México, con 48 vías en el haz de clasificación) y Vicálvaro-Clasificación (en el este de Madrid, con 30 vías en el haz de clasificación). El mayor patio de maniobras del mundo entero es la de Bailey Yard (csf.) cerca de North Platte (Nebraska), Estados Unidos de América, con dos sistemas (de 64 y 50 vías en los dos haces de clasificación). La más grande de Europa es la de Maschen Rbf (csf.) al sur de Hamburgo, Alemania, con dos sistemas (de 64 y 48 vías en los dos haces de clasificación).
Debido a la declinación del transporte de mercaderías por ferrocarril (especialmente aquel efectuado por medio de los vagones aislados) en favor del transporte de mercancías por carretera, hoy están abandonadas muchas clasificaciones o redimensionadas con cierre del lomo de asno.
Así, todas las playas de maniobras han sido cerradas en el Reino Unido, Noruega, Dinamarca, Japón y Australia.